# دکمه داغیلدی
دگمه داغیل یک روستا در ایران است که در دهستان یورتچی غربی واقع شده‌است. دگمه داغیل 50 نفر جمعیت دارد.